# Saldenburg

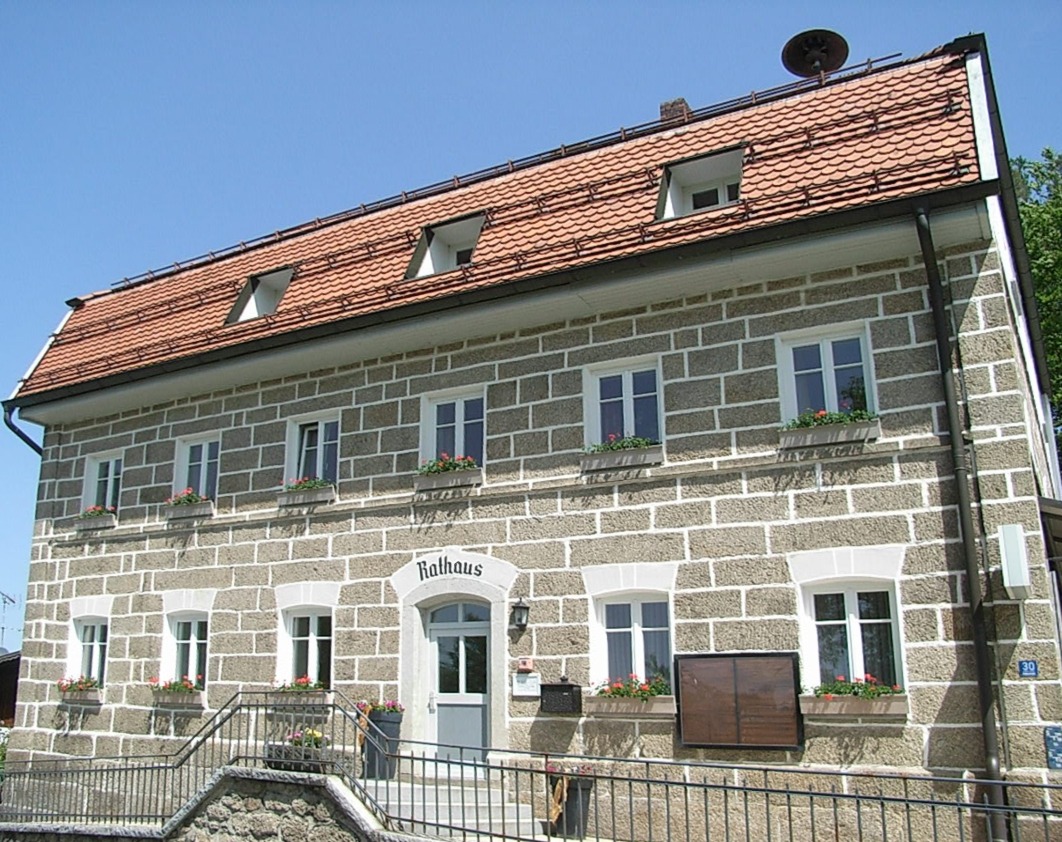
Das Rathaus von Saldenburg

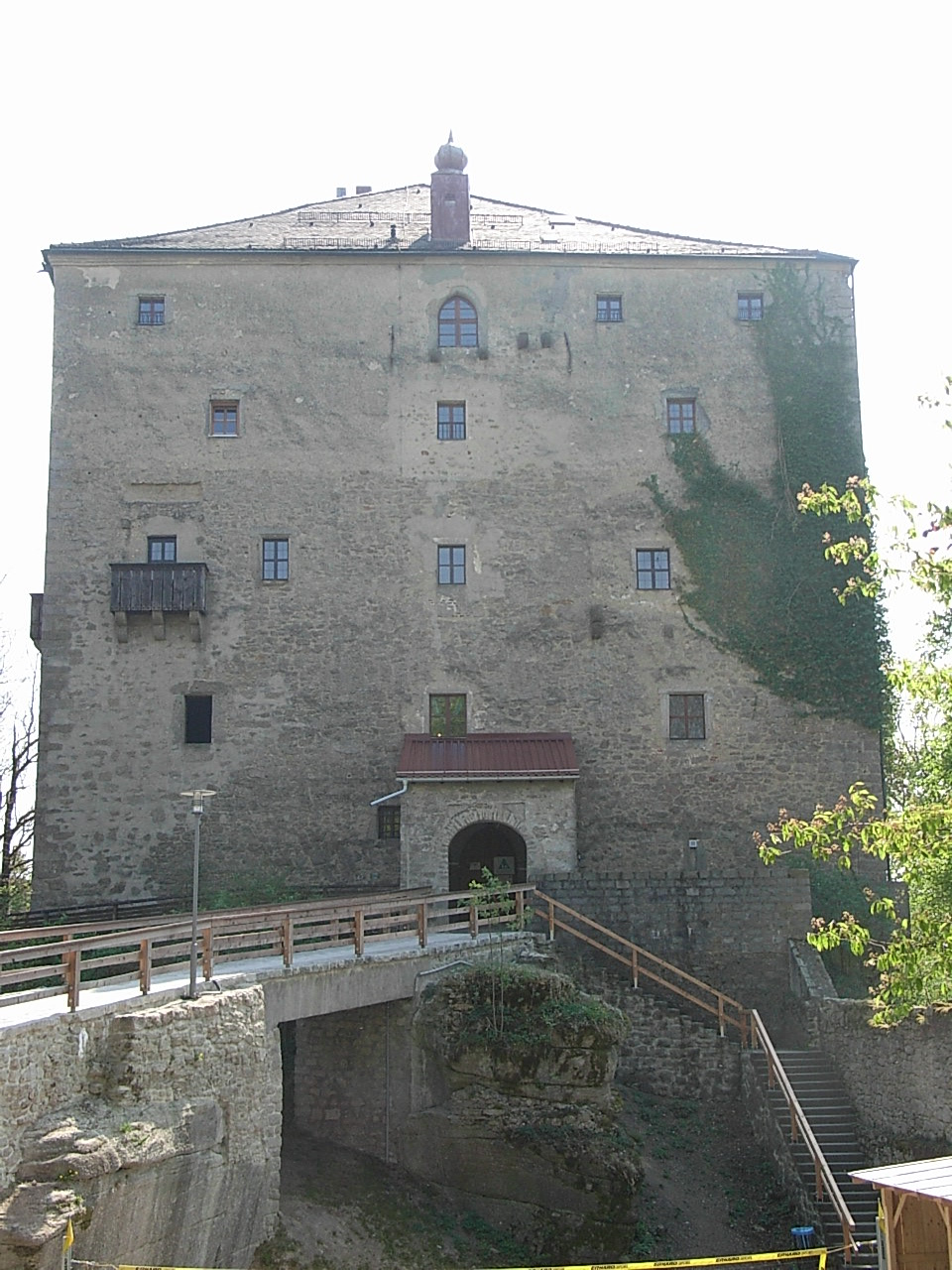
Die Saldenburg

Saldenburg ist eine Gemeinde im niederbayerischen Landkreis Freyung-Grafenau.

## Geografie

### Geografische Lage
Die Gemeinde liegt in der Region Donau-Wald im unteren Bayerischen Wald, genauer im Dreiburgenland. Die kleine Ortschaft Saldenburg befindet sich unweit der B 85 sowie knapp 30 km nördlich von Passau, 13 km südwestlich von Grafenau, 28 km nordöstlich von Vilshofen an der Donau und 20 km von der Bundesautobahn 3 (Ausfahrt Garham) entfernt.

### Nachbargemeinden
- Tittling
- Thurmansbang
- Schönberg (Niederbayern)
- Perlesreut

### Gemeindegliederung

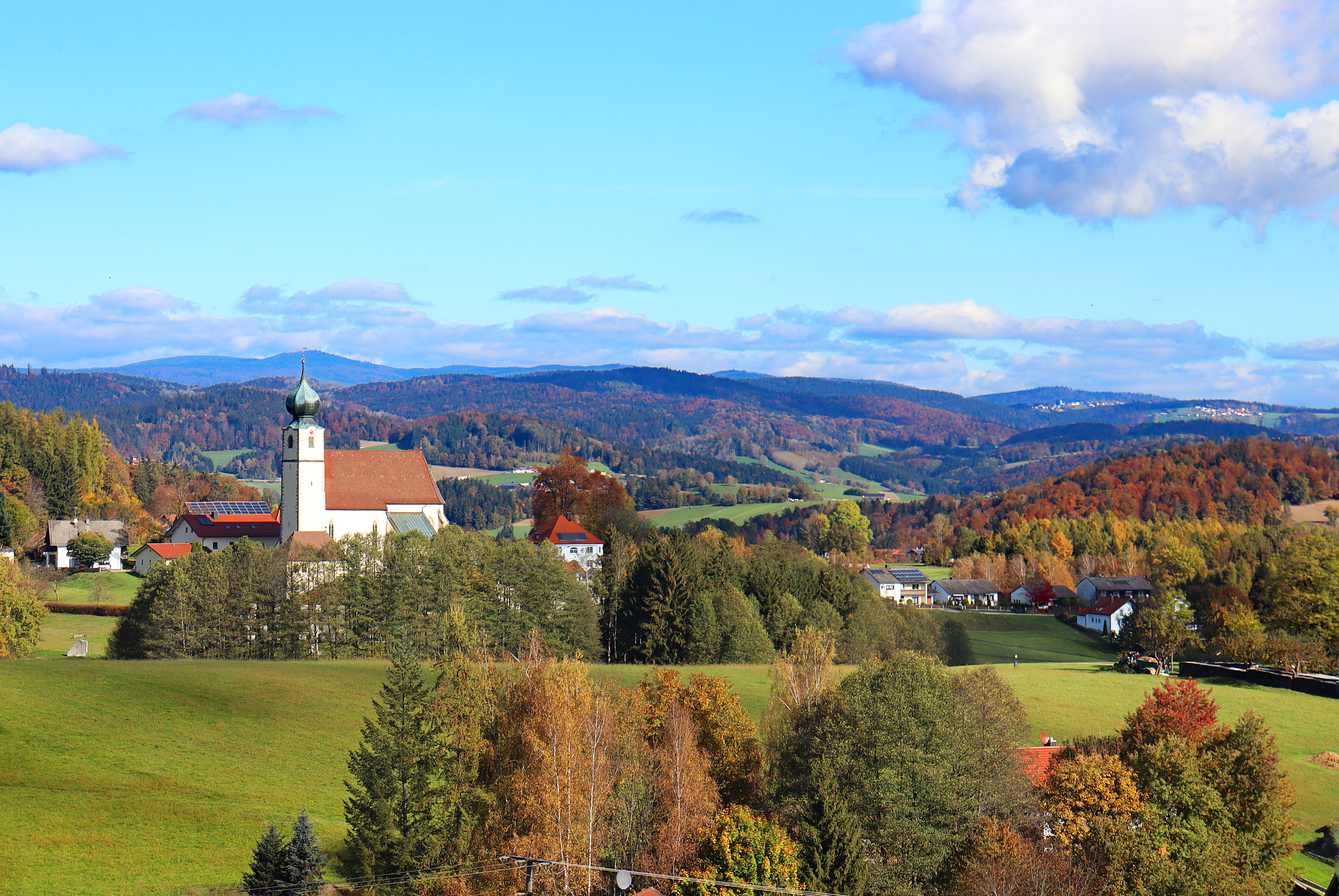
Blick auf den Ortsteil Trautmannsdorf

Es gibt 29 Gemeindeteile (in Klammern ist der Siedlungstyp angegeben):
- Altreuth (Weiler)
- Auggenthal (Weiler)
- Bruckwiesreuth (Weiler)
- Dießenstein (Weiler)
- Ebersdorf (Dorf)
- Entschenreuth (Dorf)
- Furthsäge (Einöde)
- Goben (Dorf)
- Haberlmühle (Einöde)
- Hals (Einöde)
- Haufang (Dorf)
- Haunleiten (Einöde)
- Hirschreuth (Weiler)
- Hundsruck (Dorf)
- Lanzenreuth (Dorf)
- Lembach (Dorf)
- Matzersdorf (Dorf)
- Oberöd (Einöde)
- Ohmühle (Einöde)
- Platten (Weiler)
- Preying (Pfarrdorf)
- Rettenbach (Dorf)
- Saldenburg (Dorf)
- Senging (Dorf)
- Söldenreuth (Einöde)
- Spitzingerreuth (Weiler)
- Stadl (Dorf)
- Trautmannsdorf (Dorf)
- Unteröd (Weiler)

Der Weiler Sumpering ist mittlerweile zur Wüstung geworden.
Es gibt die Gemarkungen Forstöd, Lembach und Saldenburg.

## Geschichte

### Bis zur Gemeindegründung
Die Saldenburg wurde im Jahre 1368 von Heinrich Tuschl von Söldenau im Auftrag der Grafen von Hals errichtet, um den Handelsweg "Gulden Stras", einem Konkurrenzweg zum Goldenen Steig zu sichern. Die Bauform als rechteckiger Wohnturm ("Donjon") ist ein architektonischer Import in Folge der Pilgerfahrt Heinrich Tuschls ins Heilige Land, wo Kreuzfahrerburgen häufig als Donjon errichtet wurden. Von 1677 bis ins 19. Jahrhundert gehörte sie den Grafen von Preysing. Der Ort war Teil des Kurfürstentums Bayern und bildete eine geschlossene Hofmark, deren Sitz die Saldenburg war. 1818 wurde durch das Gemeindeedikt in Bayern eine Patrimonialgemeinde errichtet. 1841 entstand die heutige Gemeinde.

### Seit 1841

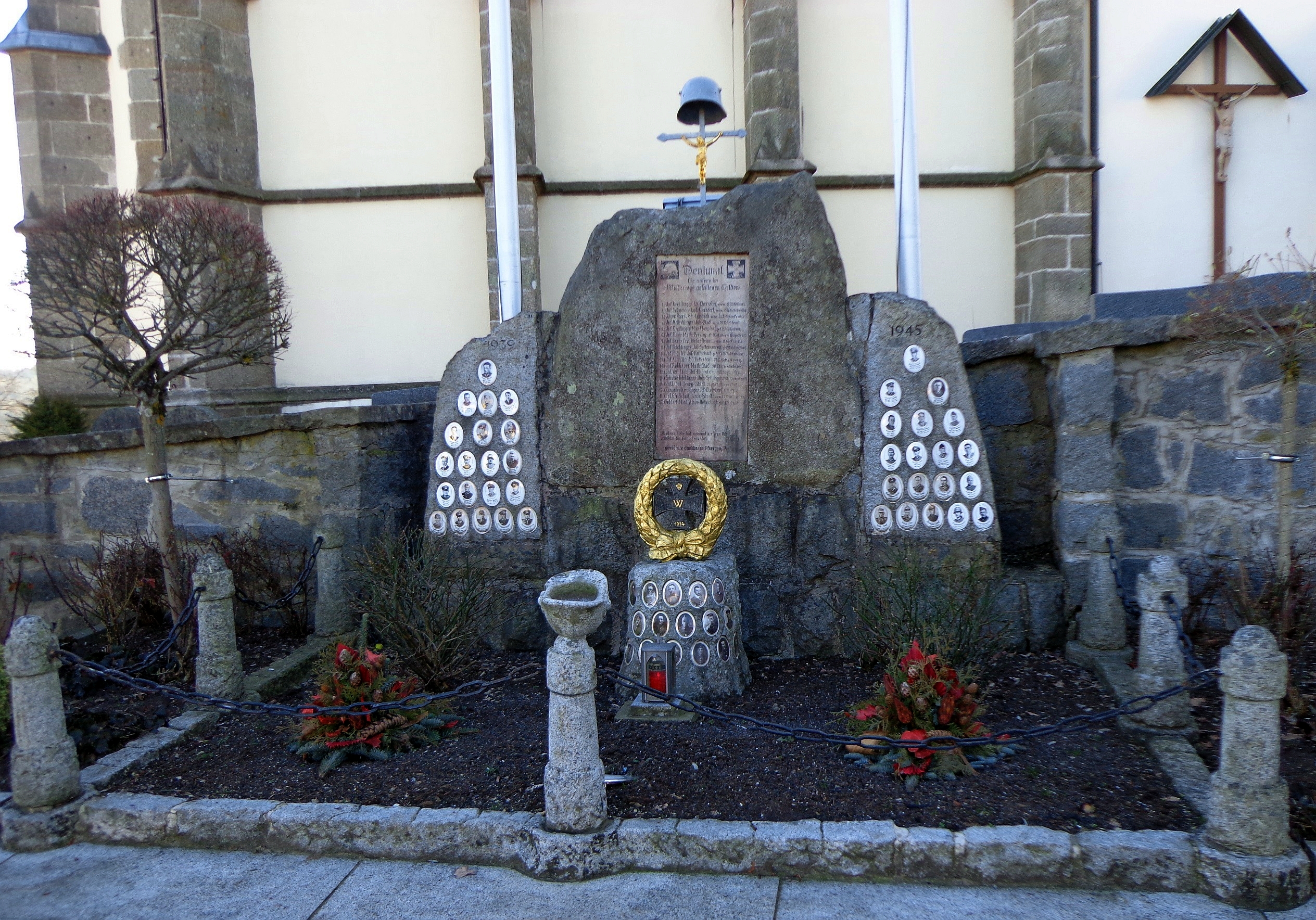
Kriegerdenkmal in Preying

Das Kriegerdenkmal in Preying nennt die im Ersten und Zweiten Weltkrieg Gefallenen aus dem Ort. 1928 wurde die Saldenburg zu einer Jugendherberge ausgebaut.
Während des Zweiten Weltkrieges wurden nach Saldenburg Kinder slowenischer Widerstandskämpfer (Partisanen) verschickt, die als Vergeltungsmaßnahme unter Zwang von ihren Familien getrennt wurden und aus Slowenien nach Franken verteilt wurden.

### Eingemeindungen
Im Zuge der Gebietsreform in Bayern wurde am 1. Januar 1972 die Gemeinde Lembach eingegliedert.

### Einwohnerentwicklung
Zwischen 1988 und 2018 stagnierte bzw. erhöhte sich die Einwohnerzahl minimal von 1976 auf 1983 um 7 Einwohner bzw. um 0,4 %.
- 1900: 1382 Einwohner
- 1961: 1702 Einwohner
- 1970: 1795 Einwohner
- 1987: 1982 Einwohner
- 1991: 2029 Einwohner
- 1995: 2048 Einwohner
- 2000: 2042 Einwohner
- 2005: 1988 Einwohner
- 2010: 1911 Einwohner
- 2015: 1947 Einwohner

## Politik

### Gemeinderat
Die Gemeinderatswahl 2020 erbrachte folgende Stimmenanteile und Sitzverteilung:
- CSU: 33,84 %; 4 Sitze
- SPD: 32,28 %; 4 Sitze
- Freie Wähler Bayern: 33,88 %; 4 Sitze

### Bürgermeister
Berufsmäßiger erster Bürgermeister ist Max König (SPD). Er ist seit 1. Mai 2008 im Amt und wurde bei der Bürgermeisterwahl 2020 im ersten Wahlgang mit 66,1 % wiedergewählt.

### Steuereinnahmen
Die Gemeindesteuereinnahmen betrugen 939.000 Euro (Stand 2012), davon betrugen die Gewerbesteuereinnahmen (netto) 231.000 Euro.

### Wappen
Die Wappenbeschreibung lautet: Unter von Rot und Silber im Zinnenschnitt geteiltem Schildhaupt in Schwarz ein breiter goldener Balken, darin eine blaue Krone. Der Balken erinnert an die Tuschl von Söldenau, die Zinnen gehen auf den Schild der Grafen Preysing zurück. Die Krone verweist auf das Dreikönigspatrozinium der Schlosskapelle. Das Wappen wird seit 1968 geführt.

## Bauwerke

### Kirchen
- Katholische Pfarrkirche St. Brigida in Preying
- Katholische Filialkirche Zur heiligen Familie in Saldenburg
- Katholische Burgkapelle „Hl. Drei Könige“ in der Burg Jugendherberge Saldenburg

## Wirtschaft und Infrastruktur

### Wirtschaft einschließlich Land- und Forstwirtschaft
Es gab 1998 nach der amtlichen Statistik im produzierenden Gewerbe 110 und im Bereich Handel und  Verkehr neun sozialversicherungspflichtig Beschäftigte am Arbeitsort. In sonstigen Wirtschaftsbereichen waren am Arbeitsort 26 Personen sozialversicherungspflichtig beschäftigt. Sozialversicherungspflichtig Beschäftigte am Wohnort gab es insgesamt 686. Im verarbeitenden Gewerbe gab es keine, im Bauhauptgewerbe neun Betriebe. Zudem bestanden im Jahr 1999 44 landwirtschaftliche Betriebe mit einer landwirtschaftlich genutzten Fläche von 380 ha, davon waren 292 ha Dauergrünfläche.

### Verkehr
Durch die Gemeinde verläuft die Bundesstraße 85 von Regen nach Passau.

### Bildung
Es gibt folgende Einrichtung in der Gemeinde (Stand 2013):
- Kindertageseinrichtung: 47 Plätze, 43 belegt (davon fünf Kinder unter drei Jahren)

## Persönlichkeiten

### Söhne und Töchter der Gemeinde
- Johann Georg Michael Wieninger (1746–1827), Unternehmer, Brauer und Politiker
- Philipp Wieninger (1767–1835), Glashüttenbesitzer, Bierbrauer, Gastronom und Politiker
- Leonhard Roth (1904–1960), römisch-katholischer Priester, Häftling und Pfleger im KZ Dachau
- Hildegard Kronawitter (* 1946), Politikerin (SPD)